# Zacualtipán de Ángeles
Zacualtipán de Ángeles är en kommun i Mexiko.   Den ligger i delstaten Hidalgo, i den sydöstra delen av landet, 150 km norr om huvudstaden Mexico City.
Följande samhällen finns i Zacualtipán de Ángeles:
- Zacualtipán
- Tlahuelompa
- Olonteco
- Fraccionamiento Cozapa
- Chinancáhuatl
- Colonia los Pinos
- 15 de Septiembre el Pantano
- Tehuitzila
- Tetzimico
- Maxala
- Colonia 11 de Abril